# Gaius Mogillonius Priscianus

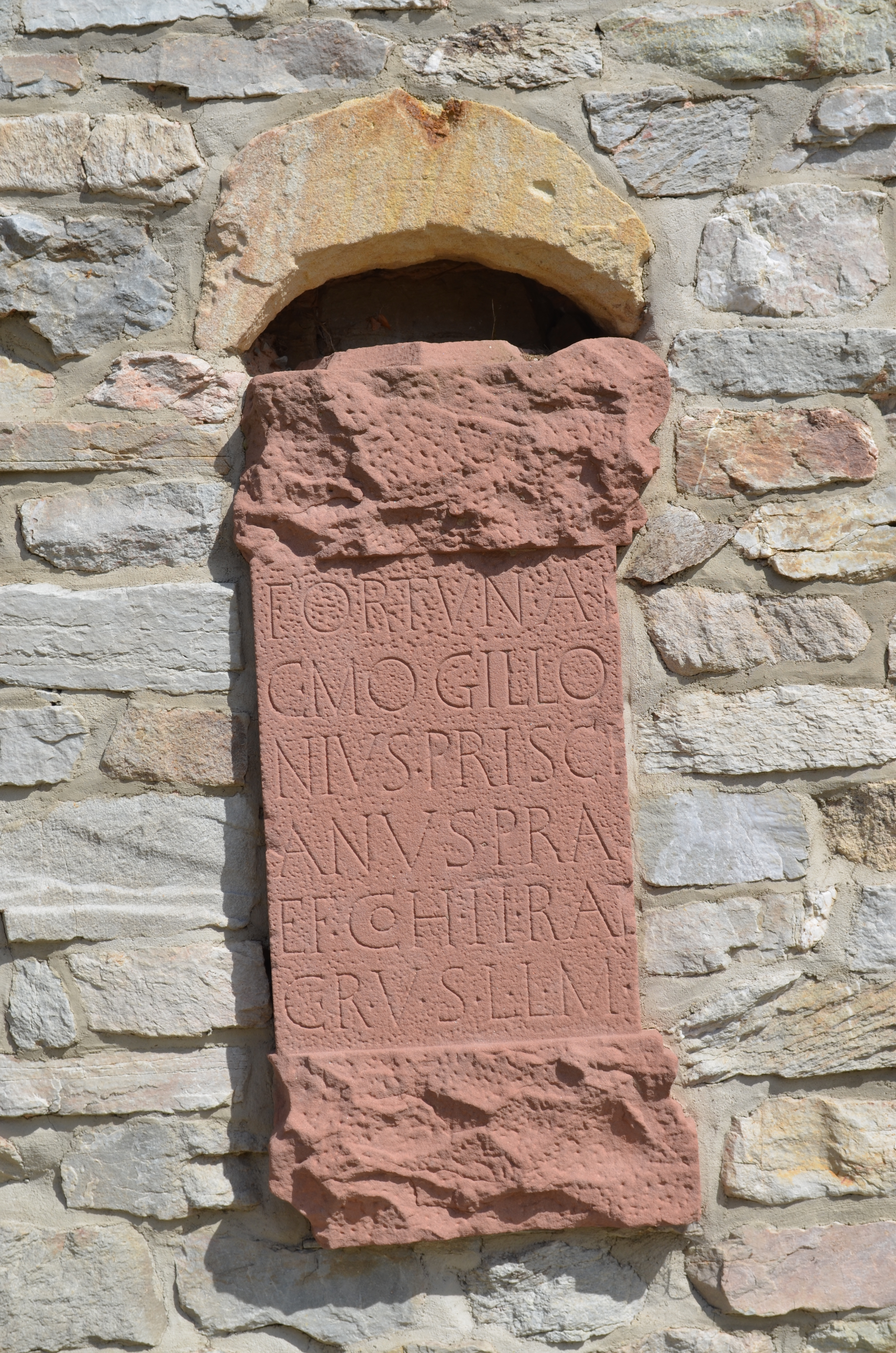
Die Inschrift

Gaius Mogillonius Priscianus war ein im 2. Jahrhundert n. Chr. lebender Angehöriger des römischen Ritterstandes (Eques).
Durch eine Weihinschrift, die beim Kastell Kapersburg gefunden wurde und die auf 151/200 datiert wird, ist belegt, dass Priscianus Kommandeur (Präfekt) der Cohors II Raetorum civium Romanorum war, die zu diesem Zeitpunkt in der Provinz Germania superior stationiert war.